# Chaux-des-Crotenay
Chaux-des-Crotenay è un comune francese di 424 abitanti situato nel dipartimento del Giura nella regione della Borgogna-Franca Contea.

## Società

### Evoluzione demografica
Abitanti censiti